# Wayne Peterson
Wayne T. Peterson (Albert Lea, 3 september 1927 - San Francisco, 7 april 2021) was een Amerikaanse jazzpianist, -componist en hoogleraar.

## Biografie
Wayne Peterson begon als jazzpianist en studeerde aan de University of Minnesota, waar onder meer Paul Fetler, Earl George en James Aliferis les gaven. In 1953/1954 bracht een Fulbright Scholarship hem naar de Royal Academy of Music in Londen, waar hij studeerde bij Lennox Berkeley en Howard Ferguson. In 1958 ging zijn orkestwerk Free Variations in première en werd het opgenomen door het Minnesota Orchestra onder Antal Doráti.
Na zijn afstuderen aan de University of Minnesota (PhD in 1960), gaf hij vanaf 1960 meer dan drie decennia les als professor in de muziek aan de San Francisco State University. In 1998 werd daar een Wayne Peterson Prize in Music Composition opgericht. Van 1992 tot 1994 was hij gasthoogleraar aan Stanford University. In 1990 was hij Visiting Artist aan de American Academy in Rome. Andere beurzen en onderscheidingen die Peterson ontving, omvatten bijvoorbeeld een Composer's Award van de American Academy of Arts and Letters (1986) en een Guggenheim Fellowship (1989/1990).
In 1992 ontving Peterson de Pulitzer Prize of Music voor zijn orkestwerk The Face of the Night, the Heart of the Dark, in opdracht van het San Francisco Symphony Orchestra. Het nemen van deze beslissing leidde tot discussies, omdat de Pulitzer Board, die voornamelijk werd gevormd door journalisten, de uit drie leden bestaande muziekjury trotseerde (bestaande uit de componisten George Perle, Roger Reynolds en Harvey Sollberger) die de voorkeur gaf aan een werk van Ralph Shapey en pas later de compositie van Peterson als alternatief noemde.